# Acontia mekkii
Acontia mekkii är en fjärilsart som beskrevs av Charles E. Rungs 1953. Acontia mekkii ingår i släktet Acontia och familjen nattflyn. Inga underarter finns listade i Catalogue of Life.